# Colin McMillan
Colin McMillan (* 12. Februar 1966 in London, England) ist ein ehemaliger britischer Boxer im Federgewicht.

## Profi
Seine Profikarriere begann er im Jahre 1988 und gewann seine ersten beiden Kämpfe. Seinen dritten Fight verlor er gegen seinen Landsmann Alan McKay durch technischen K. o. in Runde 3. Am 16. Januar 1992 boxte er gegen den Italiener Maurizio Stecca um den Weltmeistertitel der WBO und siegte einstimmig nach Punkten. Allerdings verlor er den Gürtel bereits in seiner ersten Titelverteidigung im September desselben Jahres an Rubén Darío Palacios durch einstimmigen Beschluss.